# ماريو ماس
ماريو ماس (بالهولندية: Mario Maas)‏ هو طبيب هولندي، ولد في 8 سبتمبر 1961.